# اشتات‌اولدندورف
شهر اشتات‌اولدندورف (به آلمانی: Stadtoldendorf) در ایالت نیدرزاکسن در کشور آلمان واقع شده‌است.